# Aciculites oxytylota
Aciculites oxytylota är en svampdjursart som beskrevs av Claude Lévi 1983. Aciculites oxytylota ingår i släktet Aciculites och familjen Scleritodermidae.
Artens utbredningsområde är havet kring Nya Kaledonien. Inga underarter finns listade i Catalogue of Life.